# Oberhofen am Irrsee
Oberhofen am Irrsee è un comune austriaco di 1 588 abitanti nel distretto di Vöcklabruck, in Alta Austria.